# Niouïa
La Niouïa (en russe : Нюя) est une rivière, affluent gauche de la Léna qui coule en Sibérie, Russie. Son cours est situé en République de Sakha.

## Géographie
La Niouïa naît dans la taïga est-sibérienne, à une quarantaine de kilomètres à l'est du cours supérieur de la Tchona (affluent majeur du Viliouï), et se dirige dans un premier temps vers le sud. Après avoir parcouru une cinquantaine de kilomètres dans cette direction, elle change d'orientation et adopte la direction de l'est. Suivant un trajet parallèle à la Léna, elle se rapproche progressivement du fleuve dont le cours suit approximativement la même direction plus au sud. En fin de parcours, la Niouïa vire assez brusquement vers le sud et rejoint ainsi le cours supérieur de la Léna, 84 km en aval de la ville de Lensk.
La Niouïa est longue de 798 km. Son bassin versant a une superficie de 36 100 km2, surface un peu inférieure à celle de la Suisse.

## Hydrométrie - Les débits mensuels à Naakhara
Le débit de la Niouïa a été observé pendant 15 ans (durant la période 1972, 1979–1992) à Naakhara, localité située à 244 kilomètres en amont de son embouchure dans la Léna et à 188 mètres d'altitude.
Comme presque tous les cours d'eau du bassin de la Léna, la Niouïa est un cours d'eau très irrégulier. Le débit inter annuel moyen ou module observé à Naakhara durant cette période était de 98,98 m3/s pour une surface de drainage de 23 200 km2, soit près de 61 % du bassin versant total de la rivière qui en compte 36 100. La lame d'eau écoulée dans cette partie du bassin se monte ainsi à 138 millimètres par an, ce qui est modérément élevé dans le contexte du bassin de la Léna.
Rivière alimentée essentiellement par la fonte des neiges, la Niouïa est un cours d'eau de régime nival.
Les hautes eaux se déroulent au printemps, en mai puis en juin, avec un maximum très net en mai, ce qui correspond à la fonte des neiges et des glaces. Au mois de juin, le débit baisse fortement, puis s'effondre littéralement en juillet. Le débit se stabilise dès lors pendant le reste de l'été et jusqu'en septembre. En octobre puis en novembre, le débit baisse franchement à nouveau, ce qui constitue le début de la période des basses eaux. Celle-ci a lieu de novembre à avril inclus.
Le débit moyen mensuel observé en janvier (minimum d'étiage) est de 8,48 m3/s, tandis qu'il se monte à 713 m3/s au mois de mai, maximum de l'année, ce qui témoigne de l'amplitude extrêmement élevée des variations saisonnières.
Sur la durée d'observation de 14 ans, le débit mensuel minimal a été de 3,08 m3/s en mars 1981, tandis que le débit mensuel maximal s'élevait à 1 050 m3/s en mai 1992.
En ce qui concerne la période estivale, libre de glaces (de juin à septembre inclus), le débit mensuel minimal observé a été de 12,2 m3/s en août 1985.